# Achena
Achena è un cognome di lingua sarda.

## Varianti
Il cognome non presenta varianti.

## Origine e diffusione
Cognome tipicamente sardo, è presente prevalentemente a La Maddalena, Olbia, Pula e Ussana.
Potrebbe essere una variante di cognomi quali Achene o Atzeni o Dachena.